# Lista de câmaras SLR digitais
Esta tabela tem por finalidade reunir informações sobre todas as marcas de câmeras SLR digitais existentes no mercado mundial.
Lista ordenada por fabricante.

## Canon
Ainda em produção
| Tipo                 | Megapixels | Resolução     | FPS | Processador                   | Sensor              | LCD             | ISO                      | Velocidade    | Peso  | Ano Lançamento | Tipo              |
| -------------------- | ---------- | ------------- | --- | ----------------------------- | ------------------- | --------------- | ------------------------ | ------------- | ----- | -------------- | ----------------- |
| Canon EOS 1D X       | 18.1       | 5184 × 3456   | 14  | Dual Digic 5+                 | 36 × 24 mm CMOS     | 3,2"            | 100 à 51000 (50-204.800) | 1/8000 à 30 s | 1395f | 2012           | Profissional      |
| Canon EOS 5D III     | 22.3       | 5760 × 3840   | 6   | Digic 5+                      | 36 × 24 mm CMOS     | 3.2"            | 100 à 25600 (50-102400)  | 1/8000 à 30 s | 860   | 2012           | Profissional      |
| Canon EOS 7D         | 18         | 5,184 x 3,456 | 8   | Dual Digic 4                  | 22.3 × 14.9 mm CMOS | 3"              | 100 à 1600               | 1/8000 à 30 s | 820g  | 2009           | Semi-Profissional |
| Canon EOS 7D Mark II | 20,2       | 5,184 x 3,456 | 10  | Dual DIGIC 6 Image Processors | 22.4 × 15 mm CMOS   | 3" (1.036k)     | 100 à 16000 (256000)     | 1/8000 à 30 s | 910g  | 2014           | Semi-Profissional |
| Canon EOS T5i / 700D | 18         | 5,184 x 3,456 | 5   | Digic 5                       | 22.3 × 14.9 mm CMOS | 3" Touch Screen | 100-12800 (25600)        | 1/8000 à 30 s | 820g  | 2013           | Amadora           |

Fora de linha
| Tipo                     | Megapixels | Resolução   | Processador         | Sensor              | LCD        | ISO                    | Velocidade    | Peso              | Ano Lançamento |
| ------------------------ | ---------- | ----------- | ------------------- | ------------------- | ---------- | ---------------------- | ------------- | ----------------- | -------------- |
| Canon EOS-1Ds Mark III   | 21,1       | 5616 X 3744 | Digic III           | 36 x 24 mm CMOS     | 3"         | 50 à 3200              | 1/8000 à 30 s | 1385g com Bateria | 2000           |
| Canon EOS-1Ds Mark II    | 16,7       | 4992 x 3328 | Digic               | 36 x 24 mm CMOS     | 2"         | 100 à 1600             | 1/8000 à 30 s | 1565              | 2000           |
| Canon EOS-1DS            | 11,1       | 4064 x 2704 | Digic               | 36 x 24 mm CMOS     | 2"         | 100 à 1250             | 1/8000 à 30 s | 1250              | 2000           |
| Canon EOS 1DS MARK II N  | 8,2        | 3504 x 2336 | Digic               | 28.7 x 19.1 mm CMOS | 2,5"       | 100 à 1600             | 1/8000 à 30 s | 1225              | 2000           |
| Canon EOS 5D             | 12,7       | 4368 x 2912 | Digic               | 35.8 x 23.9 mm CMOS | 2,5"       | 100 à 1600             | 1/8000 à 30 s | 895               | 2000           |
| Canon EOS 20D            | 8,2        | 3504 x 2336 | Digic               | 22.5 x 15.0 mm CMOS | 1,8"       | 100 à 3200             | 1/8000 à 30 s | 700g com bateria  | 2000           |
| Canon EOS 30D            | 8,5        | 3504 x 2336 | 22.5 x 15.0 mm CMOS | 2,5"                | 100 à 3200 | Digic                  | 1/8000 à 30 s | 700               | 2000           |
| Canon EOS 40D            | 10,1       | 3888 x 2592 | Digic               | 22.2 x 14.8 mm CMOS | 3"         | 100 à 3200             | 1/8000 à 30 s | 822g com bateria  | 2000           |
| Canon EOS 350D Rebel XT  | 8          | 3456 x 2304 | Digic               | 22.2 x 14.8 mm CMOS | 1,8"       | 100 à 1600             | 1/4000 à 30 s | 485               | 2000           |
| Canon EOS 400D Rebel XTi | 10,5       | 3888 x 2592 | Digic               | 22.2 x 14.8 mm CMOS | 2,5"       | 100 à 1600             | 1/4000 à 30 s | 485               | 2000           |
| Canon EOS 1000D Rebel XS | 10,5       | 3888 x 2592 | Digic               | 22.2 x 14.8 mm CMOS | 2,5"       | 100 à 1600             | 1/4000 à 30 s | 502               | 2000           |
| Canon EOS 450D Rebel XSi | 12,2       | 4272 x 2848 | Digic               | 22.2 x 14.8 mm CMOS | 3,0"       | 100 à 1600             | 1/4000 à 30 s | 524               | 2000           |
| Canon EOS 500D Rebel T1i | 15,5       | 4752 x 3168 | Digic               | 22.3 x 14.9 mm CMOS | 3,0"       | 100 à 3200 (100-12800) | 1/4000 à 30 s | 530               | 2000           |

## Fuji
| Tipo                | Megapixels               | Resolução                  | Sensor                        | LCD  | ISO        | Velocidade    | Energia             | Peso |
| ------------------- | ------------------------ | -------------------------- | ----------------------------- | ---- | ---------- | ------------- | ------------------- | ---- |
| Fuji FINEPIX S3     | 12,3 (S-pixel + R-pixel) | 4256 x 2848                | 23.0 x 15.5 mm SuperCCD SR II | 2"   | 100 à 1600 | 1/4000 à 30 s | Bateria             | 580  |
| Fuji FinePix S5 Pro | 12,1 (S-pixel + R-pixel) | 4256 x 2848 (interpolated) | 23.0 x 15.5 mm SuperCCD SR II | 2,5" | 100 à 3200 | 1/8000 à 30 s | Lithium-Ion Bateria | 920  |

## Pentax
| Tipo           | Megapixels | Resolução   | Sensor | LCD  | ISO        | Velocidade    | Energia             | Peso |
| -------------- | ---------- | ----------- | ------ | ---- | ---------- | ------------- | ------------------- | ---- |
| Pentax *IST DL | 6,1        | 3008 x 2008 |        | 2,5" | 200 à 3200 | 1/4000 à 30 s | 4 pilhas AA         | 470  |
| Pentax K100D   | 6,1        | 3008 x 2008 |        | 2,5" | 200 à 3200 | 1/4000 à 30 s | 4 pilhas AA         | 560  |
| Pentax K10D    | 10,0       | 3872 x 2592 |        | 2,5" | 100 à 1600 | 1/4000 à 30 s | Bateria Lithium-Ion | 793  |

## Olympus
| Tipo          | Megapixels | Resolução   | Sensor | LCD  | ISO        | Velocidade    | Energia             | Peso |
| ------------- | ---------- | ----------- | ------ | ---- | ---------- | ------------- | ------------------- | ---- |
| Olympus E-400 | 10         | 3648 x 2736 |        | 2,5" | 100 à 1600 | 1/4000 à 60 s | Bateria             | 375  |
| Olympus E-500 | 8,89       | 3264 x 2448 |        | 2,5" | 100 à 1600 | 1/4000 à 60 s | Bateria             | 435  |
| Olympus E-510 | 10,0       | 3648 x 2736 |        | 2,5" | 100 à 1600 | 1/4000 à 60 s | Bateria Lithium-Ion | 490  |

## Nikon
| Tipo       | Megapixels | Resolução   | Sensor              | LCD                 | ISO         | Velocidade            | Energia | Peso                   |
| ---------- | ---------- | ----------- | ------------------- | ------------------- | ----------- | --------------------- | ------- | ---------------------- |
| Nikon D4   | 16,2       | 4928 x 3280 | 36,0 x 23,9 mm CMOS | 3,2"                | 50 à 204800 | 1/8000 à 30s          | Bateria | 1180                   |
| Nikon D3X  | 24,5       | 6048 x 4032 | 36,0 x 23,9 mm CMOS | 3"                  | 100 à 6400  | 1/8000 à 30s          | Bateria | 1220                   |
| Nikon D2HS | 4,1        | 2464 x 1632 | 23.7 x 15.5 mm CMOS | 2,5"                | 200 à 1600  | 1/8000 à 30 s         | Bateria | 1070                   |
| Nikon D2XS | 12,2       | 4288 x 2848 | 23.7 x 15.7 mm CMOS | 2,5"                | 100 à 800   | 1/8000 à 30 s         | Bateria | 1070                   |
| Nikon D50  | 6,1        | 3008 x 2000 |                     | 2"                  | 200 à 1600  | 1/4000 à 30 s         | Bateria | 565                    |
| Nikon D70s | 6,1        | 3008 x 2000 | 23.7 x 15.6 mm CCD  | 2"                  | 200 à 1600  | 1/8000 à 30 s         | Bateria | 600                    |
| Nikon D80  | 10,2       | 3872 x 2592 | 23.6 x 15.8 mm CCD  | 2,5"                | 100 à 1600  | 1/4000 à 30 s         | Bateria | 580                    |
| Nikon D100 | 6,1        | 3008 x 2000 | 23.7 x 15.6 mm CCD  | 1,8" 120,000 pixels | 100 à 3200  | 1/8000 à 30 s         | Bateria | 700                    |
| Nikon D200 | 10,2       | 3872 x 2592 | 23.6 x 15.8 mm CCD  | 2,5" 230,000 pixels | 100 à 3200  | 1/8000 à 30 s         | Bateria | 830                    |
| Nikon D300 | 12,3       | 4288 x 2848 | 23.6 x 15.8 mm CMOS | 3" 922,000 pixel    | 100 à 3200  | 1/8000 à 30 s         | Bateria | 825                    |
| Nikon D3   | 12,1       | 4256 x 2832 | 36,0 x 23,9 mm CMOS | 3" 920,000 pixel    | 200 à 6400  | 1/8000 à 30 s         | Bateria | 1,240 Kg (sem bateria) |
| Nikon D40  | 6.1        | 3008 x 2000 | 23.7 x 15.5 mm CCD  | 2,5"                | 200 à 3200  | 1/4000 à 30 s         | Bateria | 475                    |
| Nikon D40X | 10,2       | 3872 x 2592 | 23.7 x 15.6 mm CCD  | 2,5" 230k pixel     | 100 à 3200  | 1/4000 à 30 s         | Bateria | 522 com bat.           |
| Nikon D60  | 10,2       | 3872 x 2592 | 23.7 x 15.6 mm CCD  | 2,5" 230k pixel     | 100 à 3200  | 1/4000 à 30 s c/ bulb | Bateria | 522 com bat.           |

## Samsung
https://iphoneblog.com.br/iphone-13-pro-max-samsung-galaxy-s22/
| Tipo          | Megapixels | Resolução   | Sensor                   | LCD                | ISO                                        | Velocidade    | Energia             | Peso |
| ------------- | ---------- | ----------- | ------------------------ | ------------------ | ------------------------------------------ | ------------- | ------------------- | ---- |
| Samsung GX-1L | 6,1        | 3008 x 2008 | 23.5 x 15.7 mm CCD       | 2,5" 210k pixel    | 200 à 3200                                 | 1/4000 à 30 s |                     |      |
| Samsung GX-1S | 6,1        | 3008 x 2008 | 23.5 x 15.7 mm CCD       | 2,5" 210k pixel    | 200 à 3200                                 | 1/4000 à 30 s | 4 pilhas AA         | 505  |
| Samsung GX-10 | 10,2       | 3872 x 2592 | 23.5 x 15.7 mm CCD       | 2,5" 210k pixel    | 100 à 1600                                 | 1/4000 à 30 s | Bateria Lithium-Ion | 793  |
| Samsung GX-20 | 14,6       | 4672 X 3104 | 23,4 x 15,5mm CMOS APS-C | 2,7" 230,000 pixel | 100~3200, configuração disponível até 6400 |               | Bateria Lithium-Ion |      |

## Sony
http://www.dpreview.com/previews/sonydslra700/page2.asp
| Tipo                  | Megapixels | Resolução   | Sensor                             | LCD             | ISO        | Velocidade        | Energia | Peso |
| --------------------- | ---------- | ----------- | ---------------------------------- | --------------- | ---------- | ----------------- | ------- | ---- |
| Sony ALPHA DLSR A-100 | 10,2       | 3872 x 2592 | 23.6 x 15.8 mm CCD                 | 2,5" 230k pixel | 100 à 1600 | 1/4000 à 30 s     | Bateria | 545  |
| Sony ALPHA DLSR A200  | 10,2       | 3872 x 2592 | 23.6 x 15.8 mm CCD                 | 2,7" 230k pixel | 100 à 3200 | 1/4000 à 30 s + B | Bateria | 572  |
| Sony ALPHA DLSR A350  | 14,2       | 4592 x 3056 | 23.6 x 15.8 mm CCD                 | 2,7" 230k pixel | 100 à 3200 | 1/4000 à 30 s + B | Bateria | 582  |
| Sony ALPHA DLSR A700  | 12,25      | 4288 x 2856 | 23.5 x 15.6 mm CMOS sensor 'Exmor' | 3" 920k pixel   | 100 à 6400 | 1/4000 à 30 s     | Bateria | 768  |
| Sony ALPHA DLSR A900  | 24,6       | 6048 x 4032 | 35,9 x 24,0 mm CMOS sensor 'Exmor' | 3" 920k pixel   | 100 à 6400 | 1/8000 à 30 s     | Bateria | 850  |